# Através da Flandres feminina
A Através da Flandres feminina (oficialmente: Dwars door Vlaanderen-Grote Prijs Stad Waregem) é uma carreira profissional feminina de ciclismo de estrada de um dia que se disputa anualmente na região da Flandres na Bélgica. É a versão feminina da carreira do mesmo nome.
Sua primeira ediçãocorreu-se em 2012 e desde o ano 2017 faz parte do Calendário UCI Feminino baixo a categoria 1.1.

## Palmarés
| Ano  | Vencedor             | Segundo              | Terceiro            |           |
| ---- | -------------------- | -------------------- | ------------------- | --------- |
| 2012 | Monique van de Ree   | Gilke Croket         | Petra Dijkman       |           |
| 2013 | Kirsten Wild         | Jolien D'Hoore       | Monique van de Ree  |           |
| 2014 | Amy Pieters          | Kim de Baat          | Amy Cure            |           |
| 2015 | Amy Pieters          | Floortje Mackaij     | Christina Siggaard  |           |
| 2016 | Amy Pieters          | Jolien D'Hoore       | Eileen Roe          |           |
| 2017 | Lotta Lepistö        | Gracie Elvin         | Lisa Brennauer      |           |
| 2018 | Ellen van Dijk       | Amy Pieters          | Floortje Mackaij    |           |
| 2019 | Ellen van Dijk       | Marta Bastianelli    | Lucinda Brand       |           |
| 2020 | cancelado            | cancelado            | cancelado           | cancelado |
| 2021 | Annemiek van Vleuten | Katarzyna Niewiadoma | Alexis Ryan         |           |
| 2022 | Chiara Consonni      | Julie de Wilde       | Elise Chabbey       |           |
| 2023 | Demi Vollering       | Chiara Consonni      | Marianne Vos        |           |
| 2024 | Marianne Vos         | Shirin van Anrooij   | Letizia Paternoster |           |
| 2025 |                      |                      |                     |           |

## Palmarés por países
| País          | Vitórias |
| ------------- | -------- |
| Países Baixos | 8        |
| Finlândia     | 1        |